# Kadaň
Kadaň là một thị trấn thuộc huyện Chomutov, vùng Ústecký, Cộng hòa Séc.